# 尼西鄉 (愛沙尼亞)

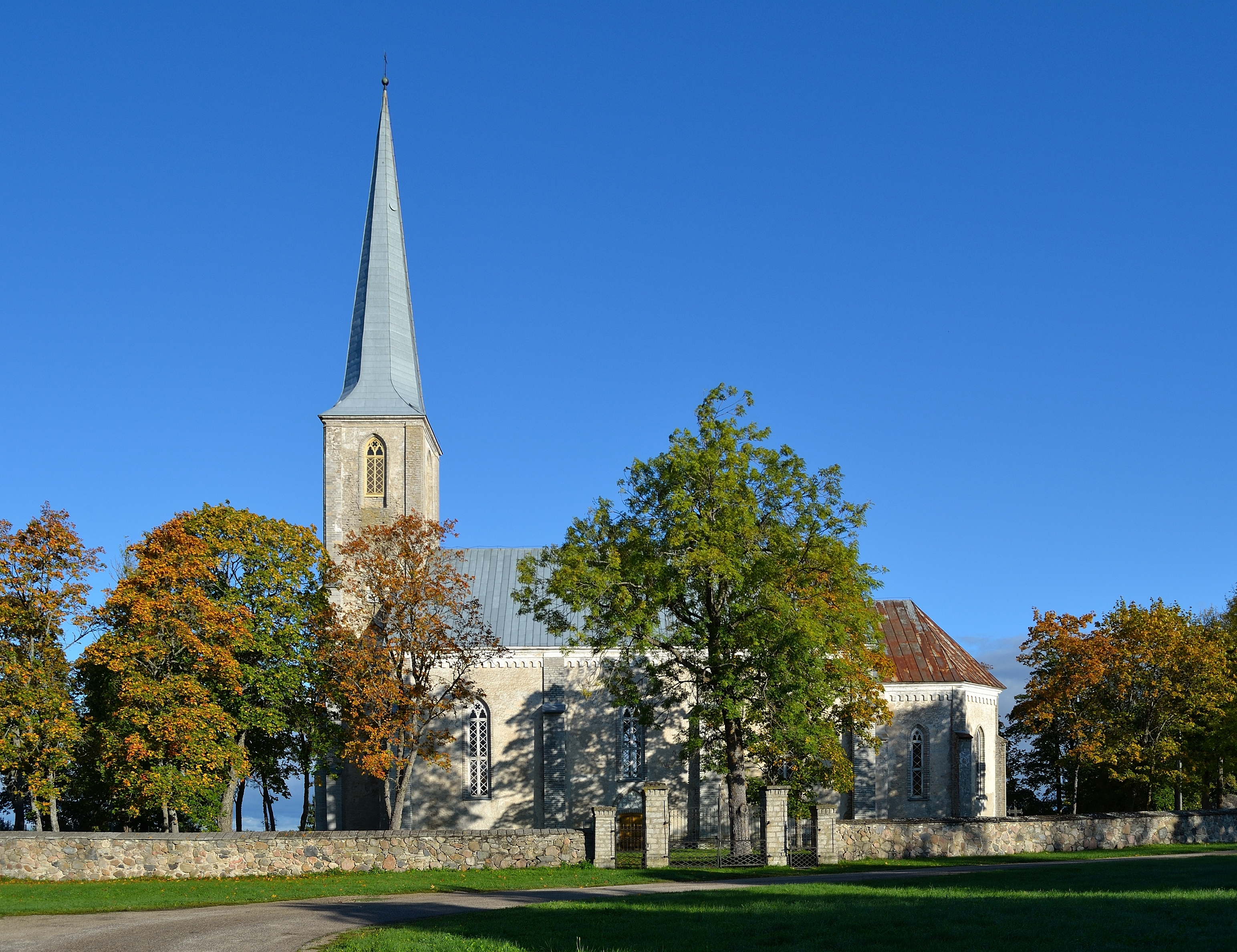
尼西教堂

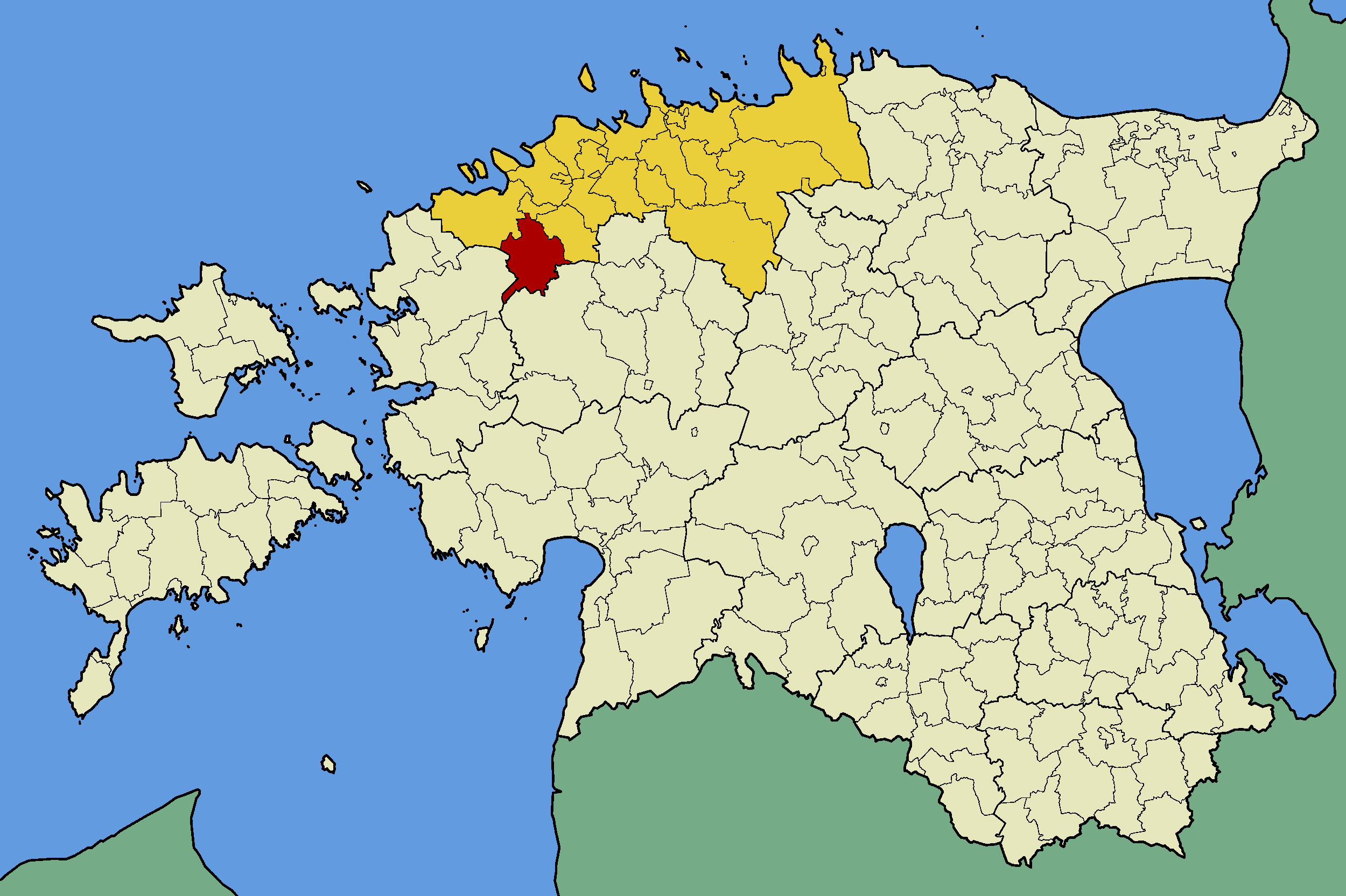
尼西市镇在爱沙尼亚的位置

尼西鄉，曾是愛沙尼亞哈爾尤縣的一個鄉村型市镇，位於該國北部，行政中心設於里西佩雷，面積265平方公里，2007年人口3,281，人口密度每平方公里12人。
2017年爱沙尼亚行政改革后，尼西市镇与其他市镇一起合并为新的绍埃市镇。
59°7′14″N 24°18′33″E / 59.12056°N 24.30917°E